# نظرية ارتباط الجبار

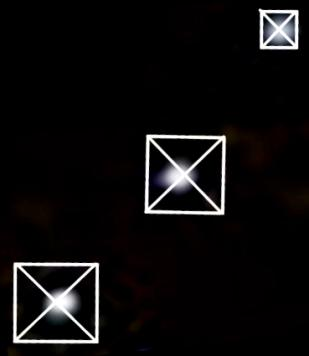
تمثيل العقيدة المركزية لنظرية ارتباط الجبار: مخطط أهرامات الجيزة متراكب فوق صورة للنجوم في حزام الجبار. تم التشكيك في صحة هذه المطابقة من قبل نقاد هانكوك.

نظرية ارتباط الجبار (أو نظرية ارتباط الجيزة-الجبار) هي نظرية هامشية في علم المصريات البديل. تفترض أن هناك ارتباطًا بين موقع أكبر أهرامات الجيزة الثلاثة من مجمع أهرامات الجيزة وحزام الجبار من كوكبة الجبار، وأن هذا الارتباط كان مقصودًا على هذا النحو من قبل البناة الأصليين لمجمع أهرامات الجيزة.
ارتبط نجوم أوريون بـ أوزوريس، إله الولادة والحياة الآخرة من قبل المصريين القدماء. اعتمادًا على نسخة النظرية، يمكن تضمين أهرام إضافية لإكمال صورة كوكبة الجبار، ويمكن تضمين نهر النيل ليتوافق مع درب التبانة. نُشرت النظرية لأول مرة في عام 1989 في «مناقشات في علم المصريات»، المجلد 13. وكانت موضوعًا لأكثر الكتب مبيعًا، «لغز الجبار»، في عام 1994،  بالإضافة إلى فيلم وثائقي لهيئة الإذاعة البريطانية «الهرم الأكبر: بوابة إلى النجوم» (فبراير 1994)، ويظهر في بعض كتب العصر الجديد.

## التاريخ
تم طرح نظرية ارتباط الجوزاء من قبل روبرت بوفال، وذكرت أن المنطقة (الجبار) ، وهي أغمق النجوم وأكثرها غربيةً من النجوم التي تشكل حزام الجبار، قد تم تعويضها قليلاً عن الآخرين. ثم قام بوفال بعمل صلة بين تخطيط النجوم الثلاثة الرئيسية في حزام الجبار وتخطيط الأهرامات الثلاثة الرئيسية في مجمع أهرامات الجيزة. نشر هذه الفكرة في عام 1989 في مجلة «نقاشات في علم المصريات»، المجلد 13. وقد تم شرح الفكرة بشكل أكبر من قبل بوفال بالتعاون مع أدريان جيلبرت (لغز الجبار، 1994) وغراهام هانكوك («رسالة أبو الهول»، 1996)، وكذلك في منشوراتهما المنفصلة. يتعلق أساس هذه النظرية بالافتراض القائل بأن المواضع النسبية لثلاثة أهرامات رئيسية مصر القديمة على هضبة الجيزة كانت مرتبطة بالتصميم مع المواضع النسبية للنجوم الثلاثة في كوكبة الجبار التي تشكل حزام الجبار، حيث ظهرت هذه النجوم في 10,000 قبل الميلاد. ولا يكتفون بربط بأهرامات الجيزة الثلاثة فقط بحزام الجبار بل إنهم يذهبون إلى أبعد من ذلك، قائلين: ليس فقط أهرامات الجيزة الثلاثة ضمن علاقة الجبار، ولكن أيضًا بقية الأهرامات (معظمها بني في أسرات لاحقة) لها صورتها في السماء؛ وهذه الأهرامات هي أهرامات دهشور وأبوصير وزاوية العريان وأبو رواش.

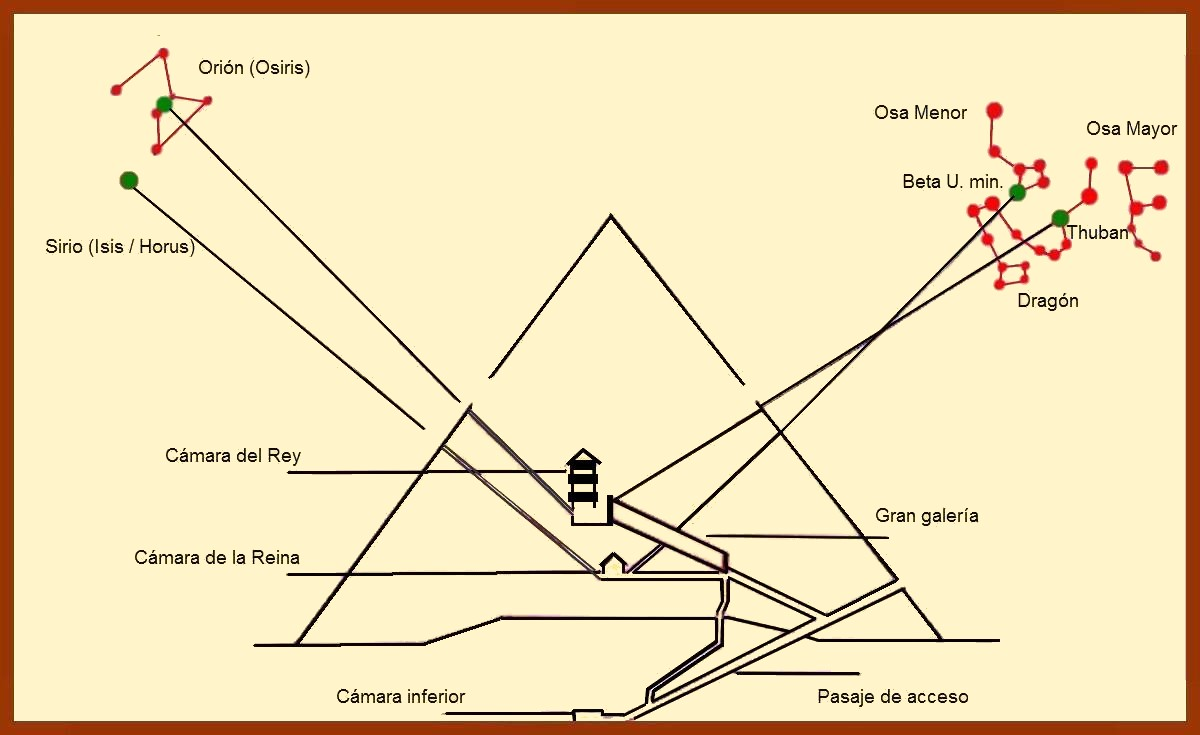
توجهات ما يسمى بقنوات التهوية في الهرم الأكبر مع النجوم: الثعبان (نجم) و الدب الأصغر (كوكبة) و كوكبة الجبار و وسيريوس.

بالإضافة إلى ذلك، فإن ما يسمى بـ «قنوات التهوية» في الهرم الأكبر التي اكتشفها ر. هوارد فيسي، ودبليو ديكسون تشير مباشرة إلى النجوم. تشير تلك الموجودة على الجانب الجنوبي إلى كوكبة الجوزاء (من غرفة الملك) ونجم سيريوس (من غرفة الملكة). تشير الكاميرات الموجودة على الجانب الشمالي إلى الدب الأصغر (كوكبة) (من حجرة الملكة) والثعبان (نجم) أو ثوبان (من غرفة الملك)، النجم الذي حدد الشمال منذ حوالي 4800 عام.
يؤكد أحد أعظم نقاد نظرية الارتباط، الإسباني خوان أنطونيو بيلمونتي، عالم الفيزياء الفلكية وأحد أعظم خبراء علم الفلك الأثري في العالم: `` الافتراضات التي تدعم مثل هذا الهراء لا تضيع وتبطل أيضًا فرضيات أخرى. ".
أفكارهم الأولية فيما يتعلق بمحاذاة أهرامات الجيزة مع الجبار: «... كانت الأهرامات الثلاثة خريطة أرضية للنجوم الثلاثة لحزام الجبار»  انضمت لاحقًا إلى تكهنات حول عمر أبو الهول العظيم. وفقًا لهذه الأعمال، تم بناء تمثال أبو الهول حوالي 10,500 قبل الميلاد (العصر الحجري القديم الأعلى)، وشكله الأسد - يتم الحفاظ عليه ليكون مرجعًا نهائيًا إلى كوكبة من كوكبة الأسد. علاوة على ذلك، فإن توجهات أبو الهول وأهرامات الجيزة ونهر النيل وتصرفاتهم بالنسبة لبعضهم البعض على الأرض يتم طرحها على أنها انعكاس دقيق أو «خريطة» لأبراج الأسد، أوريون (على وجه التحديد وحزام الجبار) ودرب التبانة على التوالي. كما وضعها هانكوك في كتاب 1998 «لغز المريخ»  (شارك في تأليفه مع بوفال)
تعتبر التلميحات إلى التواريخ قبل حوالي 12,500 عام مهمة بالنسبة لهانكوك لأن هذه هي الحقبة التي يسعى إلى تعيينها للحضارة المتقدمة، وقد اختفت الآن، لكنه يؤكد من خلال معظم أعماله وجودها والتي أثرت التكنولوجيا المتقدمة فيها وشكلت التطور. من حضارات العالم المعروفة في العصور القديمة. يؤكد علم المصريات وعلم الآثار أن الأدلة المتاحة تشير إلى أن أهرامات الجيزة قد شُيدت خلال فترة الأسرة المصرية الرابعة (الألفية الثالثة قبل الميلاد )، بينما التاريخ المحدد من تمثال أبو الهول العظيم لا يزال غير واضح. لا يجادل هانكوك في أدلة التأريخ للأهرامات الموجودة حاليًا، ولكنه يجادل بدلاً من ذلك بأنه ربما كان تطورًا معماريًا للمواقع التي يعود أصلها وأهميتها الثقافية إلى ما يقرب من ثمانية آلاف عام قبل بناء الآثار الحالية و [مدش] ؛ منذ نظرية الارتباط أوريون يجادل بأنهم موجهون بهذه الطريقة و [مدش] ؛ والتي، ضمنيًا، تقدم دليلًا إضافيًا على تأثير المعرفة الفلكية والرياضية والتاريخية التي ربما لم يتم نقلها إلى بناة الأهرامات.

## النقد
تم وصف الحجج التي قدمها هانكوك وبوفال وأنتوني ويست وآخرين بشأن أهمية الارتباطات المقترحة على أنها شكل من علم الآثار الزائف.
من بين هذه الانتقادات من عالم الفلك إد كروب من مرصد جريفيث في لوس أنجلوس وتوني فيرال من جامعة كيب تاون، جنوب أفريقيا. باستخدام معدات القبة السماوية، حقق كروب وفيرال بشكل مستقل في الزاوية بين محاذاة حزام الجبار والشمال خلال العصر الذي استشهد به هانكوك، بوفال، وآخرون. (والتي تختلف عن الزاوية التي نشهدها اليوم أو في الألف الثالث قبل الميلاد بسبب مقدمة الاعتدالات). وجدوا أن الزاوية كانت مختلفة إلى حد ما عن «التطابق التام» الذي يعتقد بوفال وهانكوك أنه موجود في نظرية ارتباط الجبار. لقد قدروا 47-50 درجة لكل قياسات القبة السماوية، مقارنة بزاوية 38 درجة التي شكلتها الأهرامات.
أشار كروب إلى أن الخط المنحني قليلاً الذي شكلته الأهرامات الثلاثة كان ينحرف باتجاه الشمال، في حين أن «الالتواء» الطفيف في خط حزام الجبار كان مشوهًا إلى الجنوب، ولمطابقة أحدهما أو الآخر كان لابد من مقلوب رأسًا على عقب. في الواقع، هذا ما تم فعله في الكتاب الأصلي لـ بوفال وجيلبرت (لغز الجبار)،  الذي يقارن صور الأهرامات والجبار دون الكشف عن أن خريطة الأهرام قد انعكست. كروب وفيرال يجدان غيرهما مشاكل في حججهم، بما في ذلك ملاحظة أنه إذا كان من المفترض أن يمثل أبو الهول كوكبة كوكبة الأسد، فيجب أن يكون على الجانب الآخر من النيل (الذي يمثل«درب التبانة») من الأهرامات (التي تمثل «حزام الجبار»)  كما أن الاعتدال الربيعي حوالي 10,500 قبل الميلاد كانت في كوكبة العذراء وليس الأسد،  وهذا على أي حال نشأت الأبراج الخاصة بـ دائرة البروج من بلاد ما بين النهرين وكانت غير معروفة تمامًا في مصر حتى العصر اليوناني الروماني اللاحق. كرر إد كروب هذه العبارة «رأساً على عقب» في فيلم وثائقي لهيئة الإذاعة البريطانية بعنوان «اتلانتس ريبورن» (1999).
صرح بوفال أن بعض علماء الفلك بما في ذلك أرشي روي من جامعة غلاسكو رفضوا حجة كروب. قدم كروب وجهة نظر معارضة للاعتراضات، بأن بيان بوفال قد أدلى به الراحل الدكتور روي، الذي كان أستاذًا فخريًا لعلم الفلك في جامعة جلاسكو (بما في ذلك الاتهام بأن بوفال وجيلبرت قلبوا خريطة الهرم عمداً).
في حكم صادر عن أوفكوم (المملكة المتحدة)، حكمت اللجنة لصالح روبرت بوفال بأن تصريح كروب بوضع الخرائط مقلوبًا قد تم عرضه «بشكل غير عادل» في الفيلم الوثائقي «أتلانتس ريبورن» على قناة بي بي سي، دون بما في ذلك رد بوفال المصور.

## الأسد وأبو الهول

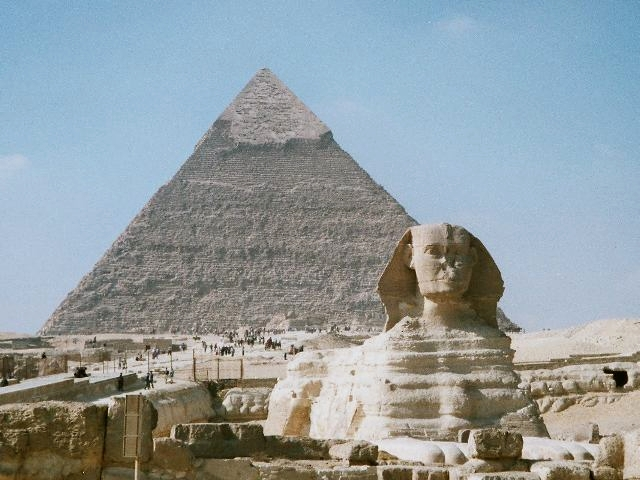
أبو الهول

تمثال أبو الهول هو تمثال ضخم بوجه رجل وجسم أسد. محفور من صخر الأساس الحجر الجيري المحيط، يبلغ طوله 57 م قدم (187 قدم) وعرضه 6 م (20 قدم) وارتفاعه 20 م (66 قدم)، مما يجعله أكبر تمثال حجري في العالم. يعد تمثال أبو الهول أحد أكبر وأقدم التماثيل في العالم، ومع ذلك فإن الحقائق الأساسية حوله مثل نموذج الحياة الواقعية للوجه، ومتى ولماذا تم بناؤه، ومن قام ببنائه، تتم مناقشتها.
يقبل علماء المصريات عمومًا أن تمثال أبو الهول العظيم يمثل شبه الملك خفرع  الذي غالبًا ما يُنسب إليه باعتباره المنشئ أيضًا. سيضع هذا وقت البناء في مكان ما بين 2520 قبل الميلاد و 2494 قبل الميلاد. لأن الدليل المحدود الذي يعطي مصدر خفرع غامض، فإن فكرة من بنى أبو الهول ومتى، لا تزال موضع نقاش. الحجة التي طرحها بوفال وهانكوك لدعم نظرية ارتباط الجبار هي أن بناء تمثال أبو الهول العظيم بدأ في 10,500 قبل الميلاد؛ أن شكل أبو الهول الأسد - هو إشارة نهائية إلى كوكبة من كوكبة الأسد؛ وأن تخطيط واتجاه أبو الهول ومجمع أهرامات الجيزة ونهر النيل هي انعكاس دقيق أو «خريطة» لكوكبة الأسد، الجبار (على وجه التحديد، حزام الجبار) ودرب التبانة، على التوالي.
تم اختيار تاريخ 10,500 قبل الميلاد لأنهم حافظوا على أن هذا هو الوقت الوحيد في مقدمة الاعتدال عندما كان العصر الفلكي برج الأسد وعندما ارتفعت تلك الكوكبة مباشرة شرق أبو الهول عند الاعتدال الربيعي. يقترحون أيضًا أنه في هذه الحقبة، كانت الزوايا بين ثلاث نجوم حزام الجبار والأفق «مطابقة تمامًا» للزوايا بين أهرامات الجيزة الثلاثة الرئيسية. تُستخدم هذه الافتراضات والنظريات الأخرى لدعم الاعتقاد العام في سلف عالمي متقدم وقديم، ولكنه اختفى الآن، حضارة.
تلقت النظرية القائلة بأن أبو الهول أقدم بكثير في الواقع بعض الدعم من الجيولوجيين. جادل روبرت م.شوش بأن تأثيرات الماء التعرية على تمثال أبو الهول والمرفقات المحيطة به تعني أن أجزاء من النصب يجب أن تكون قد نُحتت في الأصل بين 7000 - 5000 قبل الميلاد. اقترح كولين ريدر تاريخًا قبل عدة مئات من السنين فقط من التاريخ المقبول عمومًا للبناء. تم رفض هذه الآراء بشكل شبه عالمي من قبل علماء المصريات السائد الذين، إلى جانب عدد من الجيولوجيين بما في ذلك جيمس هاريل، لال جوري، جون جي سيناي، وجايانتا ك بانديوبادياي،  تقف بجانب التأريخ التقليدي للنصب التذكاري. تعزو تحليلاتهم التآكل المتسارع على ما يبدو لأبو الهول بشكل مختلف إلى التلوث الصناعي الحديث، أو الاختلافات النوعية بين طبقات الحجر الجيري في النصب التذكاري نفسه، أو تجوب الرمال التي تحملها الرياح، أو التغيرات في درجات الحرارة التي تسبب تكسر الحجر.